# Rictaxis punctostriatus
Rictaxis punctostriatus är en snäckart som först beskrevs av C. B. Adams 1840.  Rictaxis punctostriatus ingår i släktet Rictaxis och familjen Acteonidae. Inga underarter finns listade i Catalogue of Life.